# Rieden, Amberg-Sulzbach
Rieden là một đô thị ở huyện Amberg-Sulzbach bang Bayern nước Đức. Đô thị Rieden, Amberg-Sulzbach có diện tích 32,29 km², dân số thời điểm ngày 31 tháng 12 năm 2006 là 2937 người.